# Carcinus maenas
Il granchio ripario, citato anche come granchio marino comune (Carcinus maenas (Linnaeus, 1758)) è un granchio marino appartenente alla famiglia Carcinidae.
La specie è annoverata nella lista delle cento specie invasive più dannose al mondo redatta nel 2013 dall'Invasive Species Specialist Group (ISSG) della Species Survival Commission (SSC) dell'Unione internazionale per la conservazione della natura (IUCN), specie di organismi alieni all'habitat in cui sono stati inseriti, che hanno provocato i danni maggiori, sia predando attivamente le popolazioni locali.
Benché inizialmente fossero indicate due sue sottospecie, Carcinus maenas var. aestuarii Nardo, 1847 e Carcinus maenas var. mediterranea Czerniavsky, 1884, entrambe sono ora accettate come il simile Carcinus aestuarii Nardo, 1847.

## Distribuzione
È un granchio molto comune, originario dell'Oceano Atlantico nord-orientale e del Mar Baltico, reperibile anche in prossimità dei litorali del Mar Mediterraneo, ma che nel tempo ha colonizzato habitat simili in Australia, Sudafrica, America meridionale e nelle coste atlantiche e pacifiche dell'America settentrionale.

## Specie affini
È molto simile al Carcinus aestuarii, del quale talvolta ne è considerato una sottospecie piuttosto che una specie a sé stante. Le due specie si distinguono dalla parte frontale del carapace, in mezzo agli occhi, che è corto e dentellato nel C. maenas e lungo e liscio nel C. aestuarii. Inoltre i gonopodi del C. aestuarii sono dritti e paralleli, mentre quelli del C. maenas sono curvi. Un'ulteriore analisi molecolare utilizzando il citocromo-c ossidasi ha riscontrato differenze sostanziali tra le due specie, confermandone la differenziazione.